# Баюков, Владимир Антонович
Владимир Антонович Баюков (11 июня 1901, Саратовская губерния, Российская империя — 17 мая 1953, Москва, СССР) — советский военный деятель, генерал-лейтенант интендантской службы (20.04.1945).

## Биография
Родился 11 июня 1901 года[по какому календарю?] в Неверкино, Саратовской губернии.
В 1919 году вступил в ВКП(б).
В 1920 году окончил Московский коммунистический университет и вступил в ряды РККА, был участником Гражданской войны.
С 1927 года — начальник организационной части политотдела 35-й Сибирской стрелковой дивизии.
В 1930 году был назначен военкомом 4-го Горского стрелкового полка; с декабря 1932 года — старший инструктор 3-го сектора политуправления САВО; с мая 1935 года — старший инспектор отдела культуры и пропаганды ленинизма политуправления САВО.
С марта 1936 года — военком Управления военно-учебных заведений РККА, с апреля 1938 года — и. о. военкома Управления вещевого снабжения РККА. Принимал участие в советско-финской войне. В октябре 1940 года откомандирован для работы в Наркомат Госконтроля СССР с оставлением в кадрах РККА.
После создания 1 августа 1941 года Главного управления Тыла РККА, дивизионный комиссар В. А. Баюков был назначен военным комиссаром Управления; 6 декабря 1942 года получил звание генерал-майора интендантской службы. В дальнейшем был заместителем начальника тыла Красной Армии, членом Военного Совета по тылу Отдельной Приморской армии, ряда фронтов.
После войны был заместителем начальника Управления тыла Советской Армии; 19 августа 1952 года уволен в запас.
Умер 17 мая 1953 года в Москве. Похоронен на Введенском кладбище (уч. 13).

Могила В. А. Баюкова на Введенском кладбище.

## Награды
СССР
- два ордена Ленина (03.03.1942[3],  06.11.1945[4][5])
- четыре ордена Красного Знамени (18.09.1943[6], 16.05.1944[7], 03.11.1944[5][8], 28.10.1950[5][9])
- орден Кутузова I степени (09.10.1943)[10]
- орден Красной звезды (11.04.1940)[11][12]
  - Медали СССР в.т.ч.:
  - «XX лет Рабоче-Крестьянской Красной Армии» (1938)
  - «За оборону Москвы»
  - «За оборону Сталинграда»
  - «За оборону Кавказа»
  - «За Победу над Германией в Великой Отечественной войне 1941—1945 гг.»  (25.06.1945)
  - «За победу над Японией»

Других государств
- орден «Крест Грюнвальда» III степени (ПНР)[13]